# Mack Titan
Mack Titan — крупнотоннажный грузовой автомобиль компании Mack Trucks. С 1995 года автомобиль поставлялся в Австралию, а с 2008 года — в Северную Америку.
Автомобиль может перевозить грузы массой до 200 тонн. За всю историю производства автомобиль оснащался двигателем внутреннего сгорания МР10. 
На шасси автомобиля производились седельные тягачи и строительные автомобили Granite. 
В 2017 году в США автомобиль был снят с производства. 

## Производство в Австралии
В Австралии автомобиль оснащался двигателями внутреннего сгорания Cummins ISX и Signature и Caterpillar (C-16). До 2001 года автомобиль оснащался двигателем внутреннего сгорания Mack E9.

## В игровой и сувенирной индустрии
- Автомобиль Mack Titan присутствует в игре GTA: San Andreas[7].